# Dafnos d'Efes
Dafnos d'Efes (en llatí Daphnus, en grec antic Δάφνος) era un metge d'Efes, que és esmentat per Ateneu a la seva obra Deipnosophistae, on el presenta com a contemporani de Galè. Va viure al segle ii.